# R過程

富含中子的原子核進行快中子捕獲的核合成過程。

r過程，或稱為快中子捕獲過程，是在核心發生塌縮的超新星（參考超新星核合成）中創造富含中子且比鐵重的元素的程序，並創造了大約一半的數量。r過程需要以鐵為種核進行連續的快中子捕獲，或是短程的r過程。另一種居主導地位產生重元素的機制為s過程，也就是通過慢中子捕獲進行核合成，主要發生在AGB星，而這兩種過程在產生比鐵重的元素的星系化學演化中占了很重的分量。

## 歷史
r過程似乎必須從重元素的同位素相對豐度和在1956年由Hans Suess和哈羅德·尤里重新印製的化學元素豐度表來觀察，尤其是鍺、氙和铂這三種元素豐度的峰值。根據量子力學和殼層模型，原子核經放射性衰變成為同位素時，會在接近中子滴線處關閉中子殼層。這暗示了有些含量豐富的核子必須經由快中子捕獲來創造，並且也只能估算哪些核子可以經歷這樣的過程。在1957年，有一篇著名的論文提出了s過程和r過程的分攤表，也提出了恆星核合成的理論和設置了當代的核天體物理學的框架。

## 核子物理
緊接在核塌縮超新星之後，有高溫和一股強大的中子通量（大約有1022中子每公分²每秒鐘），因此中子捕獲不僅進行的速率遠比β衰變為快，並且穩定；這意味著r過程 "沿著"中子滴線進行。只有兩件事情可以阻止這個過程超越中子滴線，一是著名的中子捕獲截面積因為中子殼層關閉而減小；另一則是重元素的同位素穩定區域，當這樣的核變得不穩定時，便會自發性的產生分裂，使r過程終止（目前相信中子的豐富數可以達到A = 270，這是在核種圖上的原子量。）。在中子通量減少之後，這些極度不穩定的放射性元素迅速的形成穩定、中子豐富的原子核。所以，當s過程創造穩定的原子核和封閉中子殼層時，r過程創造的核子豐頂大約比s過程的峰頂低10個原子質量單位，r過程的核子衰變會退回而穩定在核種圖上原子數接近A的線。

週期表顯示宇宙源起源的每個元素。比鐵重的元素通常起源於超新星爆炸，由超新星爆炸產生的中子進行r過程產生。

## 天文物理的場所
r過程進行的場所相信是在核塌縮超新星（光譜為Ib和Ic超新星、II型超新星），因為能提供r過程需要的物理條件（狀況）。無論如何，r過程核子的豐度不是只有一小部分的超新星拋出r過程的核子至星際物質中，就是所有的超新星都只拋出極少量的r過程核子。新近提出二擇一的解答是中子星併吞（在由兩顆中子星組成的聯星系統）可能在r過程中也扮演著一個角色，但是這還需要觀測來證實。